# UFC 211
UFC 211: Miocic vs. dos Santos 2 fue un evento de artes marciales mixtas organizado por Ultimate Fighting Championship que se llevó a cabo el 13 de mayo de 2017 en el American Airlines Center en Dallas, Texas.

## Historia
El evento fue el cuarto que UFC ha alojado en Dallas, después del UFC 185 en marzo de 2015, el UFC 171 en marzo de 2014, y el UFC 103 en septiembre de 2009.
Una pelea por el Campeonato de Peso Pesado de la UFC  entre el actual campeón Stipe Miocic y el excampeón Junior dos Santos se desarrolló como el evento principal. El emparejamiento se dio previamente en diciembre de 2014 en el UFC on Fox: dos Santos vs Miocic, con dos Santos ganando por una estrecha decisión unánime.
Otro evento en la Presentación Principal fue una pelea por el Campeonato de Peso Paja Femenino de la UFC  entre la actual campeona Joanna Jędrzejczyk y Jéssica Andrade.
Un combate entre el excampeón de peso pesado Fabrício Werdum y Ben Rothwell fue originalmente reservado para UFC 203. Sin embargo, Rothwell se retiró debido a una lesión en la rodilla. La lucha se esperaba que tuviese lugar en este evento. El emparejamiento fue desechado después de Rothwell fue mencionado por la USADA debido a una posible infracción de las normas antidopaje.
Una pelea de peso wélter entre el ex-retador del Campeonato de Peso Mediano de la UFC Demian Maia y Jorge Masvidal estaba originalmente programado como parte de la UFC Fight Night: Swanson vs Lobov. sin embargo, a finales de febrero, se anunció que la pelea se trasladó a este evento.
Se esperaba que Jarjis Danho encarara al recién llegado Dmitry Poberezhets en el evento. Sin embargo, Danho salió de la pelea en la mitad de abril, citando una lesión  y fue reemplazado por el Chase Sherman. a su vez, Poberezhets fue retirado de la tarjeta por motivos no revelados y fue reemplazado por el recién llegado Rashad Coulter.
El medallista de oro Olímpico en lucha libre de 2008 y ex-retador del Campeonato de Peso Mediano de la UFC Henry Cejudo enfrentaría a Sergio Pettis en el evento. Sin embargo, el 10 de mayo, se anunció que Cejudo sufrió una lesión en la mano y la pelea fue cancelada.
Una pelea de peso pluma promocional entre los recién llegados, Jared Gordon y Michel Quinonas se esperaba para el evento. Sin embargo, Gordon se salió de la lucha el día antes del evento debido a una enfermedad del estómago y, como resultado, Quiñones fue retirado de la tarjeta.

## Bonificaciones
Los siguientes combatientes fueron premiados con $50,000 en bonos:
- Pelea de la Noche: Chase Sherman vs Rashad Coulter
- Actuación de la Noche: Stipe Miocic y Jason Knight